# 特南辛戈 (庫斯卡特蘭省)
特南辛戈（西班牙語：Tenancingo），是薩爾瓦多的城鎮，位於該國中部，由庫斯卡特蘭省負責管轄，面積38.33平方公里，海拔高度597米，2007年人口6,782，人口密度每平方公里176.94人。
13°50′N 88°59′W / 13.833°N 88.983°W